# Mametia grandis
Mametia grandis är en insektsart som först beskrevs av Green och Robert Malcolm Laing 1924.  Mametia grandis ingår i släktet Mametia och familjen skålsköldlöss. Inga underarter finns listade i Catalogue of Life.